# Proton (phần mềm)
Proton là một lớp tương thích để chạy các trò chơi Windows trên các hệ điều hành thuộc họ Linux. Proton được phát triển bởi Valve cùng với các nhà phát triển từ CodeWeavers. Proton là tập hợp các phần mềm và thư viện, kết hợp với phiên bản đã chỉnh sửa của Wine để cải thiện hiệu suất và khả năng tương thích với các trò chơi Windows. Proton được thiết kế để tích hợp vào ứng dụng khách (client) Steam với tên gọi "Steam Play". Proton được phân phối cùng client, dù vậy các bản fork của bên thứ ba cũng có thể được cài đặt thủ công.

## Tổng quan
Proton được phát hành lần đầu vào ngày 21 tháng 8 năm 2018. Sau khi phát hành, Valve đã công bố danh sách 27 trò chơi đã được kiểm tra và chứng minh là hoạt động giống như các phiên bản Windows gốc của chúng mà không yêu cầu người dùng cuối phải điều chỉnh. Danh sách đó bao gồm Doom (2016), Quake, và Final Fantasy VI.
Proton kết hợp một số thư viện giúp cải thiện hiệu suất 3D. Chúng bao gồm các lớp dịch Direct3D-to-Vulkan, cụ thể là DXVK cho Direct3D 9, 10 và 11, và VKD3D-Proton cho Direct3D 12. Một thư viện riêng có tên D9VK xử lý hỗ trợ Direct3D 9 cho đến khi nó được hợp nhất vào DXVK vào tháng 12 năm 2019.